# Cristian Ganea
Cristian George Ganea (n. 24 mai 1992, Bistrița, Bistrița-Năsăud, România) este un fotbalist român, care evoluează pe postul de mijlocaș stânga la clubul din SuperLiga României, FCV Farul Constanța.